# Otto Wulk
Otto Walter Bernhard Wulk (* 26. Dezember 1909 in Heidmühlen; † 4. April 1982 in Lübeck) war ein deutscher Grafiker, Maler und Glasmaler.

## Leben
Otto Wulk war Sohn des Forstbeamten Hermann Otto Wulk in Heidmühlen. Von 1926 bis 1929 erhielt er eine Ausbildung als Dekorationsmaler in Hamburg. Gleichzeitig besuchte er Kurse für Gebrauchsgrafik an der Staatlichen Kunstgewerbeschule im Lerchenfeld. Von 1929 bis 1932 war er Student bei Fritz Behnke (1888–1932), Carl Otto Czeschka und Hugo Meier-Thur. Nach einer Zeit als Gebrauchsgrafiker bei Philips in Holland und einem einjährigen Aufenthalt in Berlin an den Vereinigten Staatsschulen für freie und angewandte Kunst bei  Ernst Böhm arbeitete er von 1937 bis 1939 im Atelier von Alfred Mahlau in Lübeck. Im Zweiten Weltkrieg leistete er Kriegsdienst, unter anderem in Italien.
In den Nachkriegsjahren ließ sich Wulk in Haffkrug an der Lübecker Bucht nieder. Er erhielt zahlreiche Aufträge zur künstlerischen Gestaltung öffentlicher Bauten, Kirchen und Schulen. Seine spezielles Interesse galt jedoch zeitlebens der Aquarell-Malerei, deren Motive er an der Ostsee oder auf Reisen fand. Schon Charlotte Salomon hatte über ihren Kommilitonen bemerkt: „Der Otto, der malte ganz zart, so richtig See, nicht? Wo ein Grau schon schreit! Ganz zart: Muscheln und Algen, und an einer Muschel mindestens 14 Tage!“
1975 wurde er mit dem Friedrich-Hebbel-Preis ausgezeichnet.

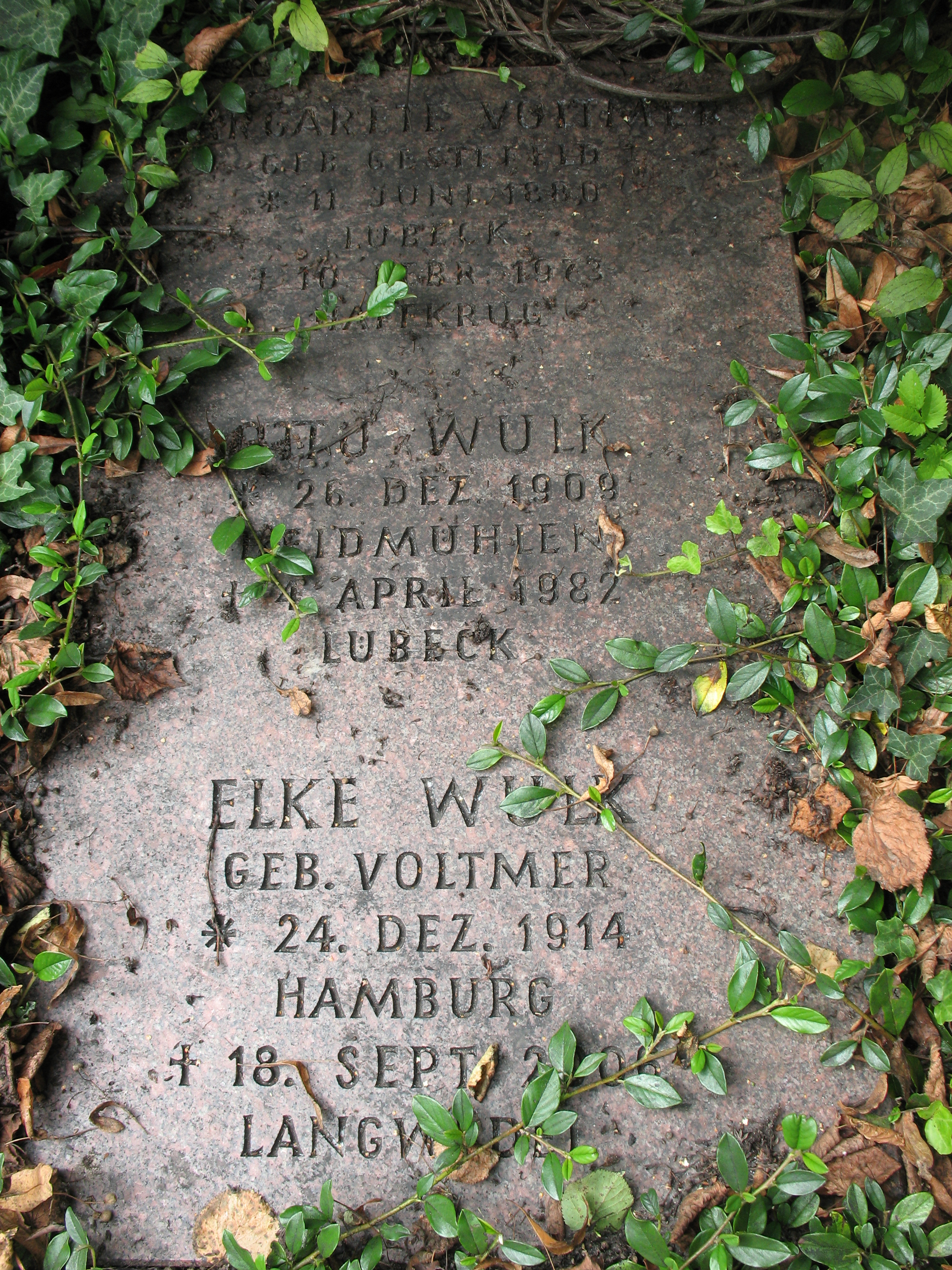
Grabstätte Otto und Elke Wulk, Friedhof Süsel

Otto Wulk war seit 1943 verheiratet mit der Porträtmalerin Elke Wulk-Voltmer (* 1914 in Hamburg; † 2006), Tochter des Malers Walter Voltmer. Das Ehepaar hatte fünf Kinder; es ist auf dem Friedhof von Süsel begraben.

## Werke im öffentlichen Raum
- 1957 Blendung des Polyphem (Einäugiger Zyklop), Sgraffito, Carl-Jacob-Burckhardt-Gymnasium Lübeck[3]
- 1959 Wandmalerei, Schule Falkenfeld, Lübeck[4]
- 1962 Christophorus, Christophorus-Kirche (Hamburg-Hummelsbüttel)
- 1963 Der Heilige Christophorus, Gemeindezentrum Christophorushaus, Anna-Susanna-Stieg, Hamburg-Schnelsen[5]
- 1964 Ostfenster, St. Martin (Cleverbrück)
- Gestaltung des Eingangs, Wichernhaus in Hamburg
- Mosaik im Ev. Krankenhaus Alsterdorf (Evangelische Stiftung Alsterdorf)
- Glasfenster, Landwirtschaftsschule Bad Oldesloe
- Glasfenster, Dorfkirche Giesensdorf (Lichterfelde), Berlin-Lichterfelde
- Glasfenster, Krankenhaus Süd (heute Sana Klinik), Lübeck

### Illustrationen
- Hans Lorenz Lenzen: Anmutiges Vogelbüchlein für Kinder und Lerneifrige. Mit 8 Tafeln von Otto Wulk,  Leipzig: E. Wunderlich 1950
- Friedrich Hebbel: Moder un Kind. In Hebbel sin Modersprak vun Friedrich Pauly. Biller vun Otto Wulk. Wolfshagen-Scharbeutz (Lübecker Bucht): Westphal 1950

## Ausstellungen
- Overbeck-Gesellschaft Lübeck 1948
- Aquarelle von Otto Wulk St.-Annen-Museum Lübeck 1968
- (posthum) Aquarelle, Bank für Gemeinwirtschaft, Lübeck 1983